# Henry Villierme
 (avril 2022).
La mise en forme du texte ne suit pas les recommandations de Wikipédia : il faut le « wikifier ».
Les points d'amélioration suivants sont les cas les plus fréquents :
- Les titres sont pré-formatés par le logiciel. Ils ne sont ni en capitales, ni en gras.
- Le texte ne doit pas être écrit en capitales (les noms de famille non plus), ni en gras, ni en italique, ni en « petit »…
- Le gras n'est utilisé que pour surligner le titre de l'article dans l'introduction, une seule fois.
- L'italique est rarement utilisé : mots en langue étrangère, titres d'œuvres, noms de bateaux, etc.
- Les citations ne sont pas en italique mais en corps de texte normal. Elles sont entourées par des guillemets français : « et ».
- Les listes à puces sont à éviter, des paragraphes rédigés étant largement préférés. Les tableaux sont à réserver à la présentation de données structurées (résultats, etc.).
- Les appels de note de bas de page (petits chiffres en exposant, introduits par l'outil «  Source ») sont à placer entre la fin de phrase et le point final[comme ça].
- Les liens internes (vers d'autres articles de Wikipédia) sont à choisir avec parcimonie. Créez des liens vers des articles approfondissant le sujet. Les termes génériques sans rapport avec le sujet sont à éviter, ainsi que les répétitions de liens vers un même terme.
- Les liens externes sont à placer uniquement dans une section « Liens externes », à la fin de l'article. Ces liens sont à choisir avec parcimonie suivant les règles définies. Si un lien sert de source à l'article, son insertion dans le texte est à faire par les notes de bas de page.
- La présentation des références doit suivre les conventions bibliographiques. Il est recommandé d'utiliser les modèles {{Ouvrage}}, {{Chapitre}}, {{Article}}, {{Lien web}} et/ou {{Bibliographie}}. Le mode d'édition visuel peut mettre en forme automatiquement les références.
- Insérer une infobox (cadre d'informations à droite) n'est pas obligatoire pour parachever la mise en page.

Pour une aide détaillée, merci de consulter Aide:Wikification.
Si vous pensez que ces points ont été résolus, vous pouvez retirer ce bandeau et améliorer la mise en forme d'un autre article.
Henry Pierre Villierme (né le 21 août 1928 à San Francisco et mort le 13 mars 2013 à Ojai, Californie) est un artiste peintre américain, californien, de père français, dont l’œuvre est associée aux écoles d’expressionnisme abstrait et du Mouvement figuratif de l’école de San Francisco (‘Bay Area Figurative Movement’).
Villierme est considéré comme faisant partie de la "Second Generation" des membres du ‘Bay Area Figurative Movement’ de l'école de San Francisco. Il commença à se faire connaitre par une série d’expositions réussies dans des galeries de San Francisco à la fin des années 50.
De la fin des années 50 aux années 80, Villierme vécut près de Los Angeles et travailla dans diverses activités professionnelles tout en continuant à peindre[pas clair] et à sculpter chez lui, mais n’exposa pas ; il ne reprit des expositions qu’à la fin des années 80.

## Biographie
Henry Villierme était né à San Francisco, Californie, en 1928. Son père, Louis Justin Henri Faustin Villierme (Tahiti, 1904 – San Francisco, 1967), était membre d’une famille française originaire de Lorient qui s’était installée à Tahiti, Polynésie française ; son père immigra ensuite aux États Unis, en Californie.
Après le décès prématuré de sa mère, Emilia, Henry fut confié avec ses deux jeunes frères à une de leurs tantes à Tahiti. Après quelques années, Henry revint à San Francisco en 1939 pour poursuivre ses études secondaires et supérieures. Du fait de sa parenté, Henry Villierme parlait français.
Pendant la Guerre de Corée, Henry Villierme servit dans l’armée américaine comme infirmier sur le front, ce qui lui valut d’être décoré de la Bronze Star en 1951. A son retour aux États Unis et sa démobilisation, Henry Villierme s’inscrivit au California College of the Arts and Crafts d’Oakland, Californie, au titre du G.I. Bill.
A Oakland, au California College of Arts & Crafts, il rencontra Barbara Albers en 1953, avec laquelle il se maria en 1954. Ils eurent quatre enfants, Frank, Julianne, Paul and Claudia. A la fin des années 50 ils déménagèrent en Californie du sud, d’abord à Hermosa Beach, Comté de Los Angeles, puis, plus tard, à Ojai, Comté de Ventura. Henry Villierme y décéda en mars 2013.

## Œuvre
Villierme attribuait son intérêt initial pour l’art à une « expérience de travail dans un magasin de peinture et d’essais d’harmonisation de couleurs dans la décoration intérieure ». Il créditait aussi son sejour en Extrême-Orient, où il avait été attiré par l’esthétique japonaise et « l’intérêt pour les valeurs artistiques » qui faisait partie du mode de vie des japonais.
Au California College of Arts and Crafts (‘CCAC’) Villierme étudia sous les conseils de professeurs dont certains devinrent célèbres, tels que David Park, Harry Krell, Elmer Bischoff et, surtout, Richard Diebenkorn. Outre l’Ecole de San Francisco, une des premières influences stylistiques de Villierme fut le peintre abstrait et calligraphe japonais Saburō Hasegawa, qui s'était installé à San Francisco. Villierme obtint une licence de peinture d’art au CCAC, et suivit aussi différents autres cours en compagnie d’autres étudiants tels que Robert Downs, Manuel Neri et Bruce McGaw.
Les peintures de Villierme attirèrent l’attention dès ses débuts. En aout 1957 Villierme obtint le deuxième prix du Festival d’Art du Square Jack London d’Oakland pour son tableau « Route » (‘Highway’). En novembre de la même année, son tableau « Vue du lac » (‘Lake View’) obtint la première place à la septième exposition de peinture et sculpture du Richmond Art Center, alors que d’autres exposants déjà connus, tels Richard Diebenkorn, Nathan Oliveira et David Park n’obtenaient que des accessits.
Villierme fut également invité à exposer à l’exposition « The Next Direction » (‘La prochaine direction’) organisée par le musée d’art d’Oakland, avec d’autres artistes comme McGaw, Park, Bischoff et Diebenkorn. Il obtint ensuite un autre prix à l’exposition annuelle ‘Artistes de Los Angeles et de ses environs' de 1958 du Musée d'Art du comté de Los Angeles pour son tableau ‘Landscape’ (‘Paysage’).
Des œuvres d’Henry Villierme furent également exposées au San Francisco De Young Museum et au Musée d’Art moderne de San Francisco.
Les tableaux de Villierme sont généralement de style réaliste, tendant vers le cubisme et, parfois, l'abstraction, avec usage de larges plages de couleurs vives. Villierme travaillait souvent sur la base de croquis faits en plein air, qu’il mettait de côté pendant un mois ou plus avant de commencer à les peindre.
Ses sujets les plus fréquents sont les vastes paysages vallonnés de la Vallée Centrale (États-Unis) de Californie. Il est aussi connu pour ses portraits et certaines natures mortes (cf. 'Matin gris'), qu’il réalisait plutôt sur un format plus petit d’un pied carré.
En 1992, Richard Diebenkorn dit à propos de Villierme, « La peinture de Villierme avait, et a toujours, une compréhension instinctive de cette activité humaine universelle par laquelle des couleurs sont appliquées sur une surface ».
À la fin des années 50, Henry Villierme et sa femme quittèrent la baie de San Francisco pour s’installer en Californie du sud, pour gagner leur vie et élever leurs enfants. Richard Diebenkorn commenta plus tard cette décision de Villierme, disant « de tous les étudiants en peinture du California College of Arts and Crafts qui auraient pu abandonner mon enseignement, Henry fut celui dont la défection m’affecta le plus durement »
À la fin des années 80, Henry Villierme cessa progressivement son travail et reprit la peinture de façon plus active. Ce retour culmina avec sa participation à l’exposition organisée en 2006 par le musée de Bolinas, près de San Francisco, dans le Comté de Marin, sur les peintres figuratifs de l’Ecole de San Francisco des années 50 et 60.

## Expositions
- Jack London Square Art Festival. August 1957. Oakland, CA. "Highway" (Second Award).
- California College of Arts and Crafts 50th Anniversary. M.H. de Young Memorial Museum. San Francisco, CA.
- 7th Annual Exhibition Oil and Sculpture at the Richmond Art Center. November 1–30, 1957. Richmond, CA. "Lake View" (First Place).
- Seventy Sixth Annual Painting and Sculpture Exhibition of the San Francisco Art Association. February 28 - March 31, 1957. San Francisco, CA. "House Tops"
- The Next Direction. The Oakland Art Museum. June 8 – 30, 1957. Oakland, CA.
- Contemporary Bay Area Figurative Painting Exhibition. The Oakland Art Museum. September 1957. Oakland, CA. "Highway Study".
- Seventy-Seventh Annual Painting and Sculpture Exhibition of the San Francisco Art Association. May 1958. San Francisco, CA. "Landscape" .
- Contemporary Bay Area Figurative Paintings. Los Angeles County Museum. Los Angeles, CA
- 1958 Annual Exhibition – Artists of Los Angeles and Vicinity. Los Angeles County Museum. May 21 – June 29, 1958. Los Angeles, CA. "Landscape" (Prize Award)
- Brookshire Square Invitational Art Exhibition. Downey Museum of Art, May, 1966. Downey, CA.
- Bay Area figurative art, 1950-1965, San Francisco Museum of Modern Art, 14 Dec. 1989-4 Feb. 1990; Hirshhorn Museum and Sculpture Garden, Smithsonian Institution, 13 June-9 Sept. 1990; Pennsylvania Academy of the Fine Arts, 5 Oct.-30 Dec. 1990
- Bay Area Figurative 1950s and 1960s, Bolinas Museum. April 29 – June 18, 2006. Bolinas, CA[12].

## Galeries et collections publiques
- William A. Karges Fine Art
- Thomas Reynolds Gallery (California)[13]

## Publications
- Abstract and Figurative: Highlights of Bay Area Painting, John Berggruen Gallery, San Francisco, 2009
- Henry Villierme: A Living Link, Art Matters - Thomas Reynolds Gallery https://trgtalk.wordpress.com/2002/04/02/henry-villierme-lost-and-found
- Bay Area Figurative - Henry Villierme, Norfolk Press, San Francisco,  (ISBN 1-60052-008-1)
- Bay Area Figurative Art 1950-1965, by Caroline A. Jones, San Francisco Museum of Modern Art, University of California Press, 1990,  (ISBN 0-520-06842-4)